# Allium giganteum
Espèce
Synonymes
- Allium procerum Trautv. ex Regel [2],[3], 1753

Classification APG III (2009)
Allium giganteum  est une espèce de plantes à fleurs de la famille des Amaryllidaceae. C'est un oignon originaire du centre et du sud-ouest de l'Asie mais cultivée dans de nombreux pays comme plante ornementale,. C'est la plus grande espèce d'Allium. 

## Description
Du début au milieu de l'été, de petits globes d'ombelles pourpres intenses apparaissent, suivis d'attrayantes ombelles fructifères. En culture elle atteint 1,5 m. Un cultivar populaire, 'Globemaster', est plus court (80 cm) mais produit des ombelles violet foncé beaucoup plus grandes.
Deux variétés ont reçu le Award of Garden Merit de la Royal Horticultural Society,.

## Répartition et habitat
Cette espèce est présente dans la nature en Iran, Afghanistan, Turquie, Turkmenistan, Tajikistan, and Ouzbekistan.
En culture, il se comporte comme une plante  rustique.

## Risques
Manger des fleurs, des graines, des feuilles et des tiges peut provoquer des nausées, des vomissements et de la diarrhée en raison des sulfures qu'ils contiennent.

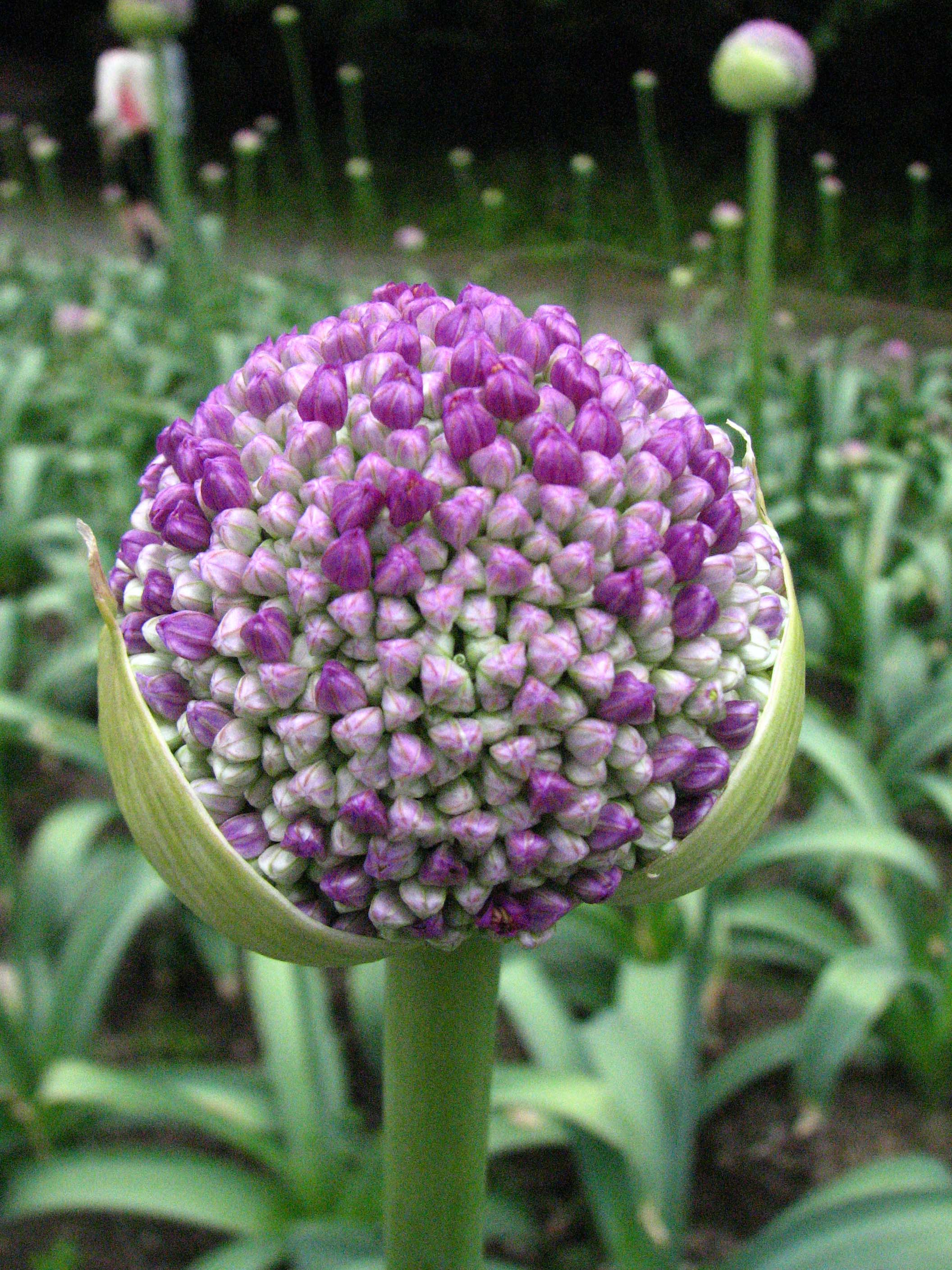
Ouverture de l'ombelle

## Systématique
Le nom correct complet (avec auteur) de ce taxon est Allium giganteum Regel.
Ce taxon porte en français les noms vernaculaires ou normalisés suivants : ail géant de l'Himalaya, oignon géant, ail d'ornement, ail géant.
Allium giganteum a pour synonyme :
- Allium procerum Trautv. ex Regel